# مينز (ميزوري)
مينز (بالإنجليزية: Manes)‏ هي إحدى المجتمعات الفردية (غير مصنفة) في ولاية ميزوري في الولايات المتحدة الأمريكية.